# Museo Geominero del Uruguay
El Museo Geominero  está ubicado en la calle Hervidero 2861 en la ciudad de Montevideo, capital del Uruguay.

## Historia
Fue fundado en 1937 teniendo como primer director Dr. Rodolfo Méndez contratado en 1936 como geólogo - paleontólogo. Contaba con las colecciones de rocas y minerales obtenidas desde la fundación del Instituto de Geología y Perforaciones (actual Dirección Nacional de Minería y Geología) en 1912.

## Características
El museo se encuentra organizado en diferentes salas en las que se logra visualizar colecciones de rocas y minerales, esquemas ilustrativos y pósteres. El observador tendrá la posibilidad de conocer el proceso que origina a los diferentes tipos de rocas, así como también analizar la Historia Geológica  (estratigrafía) del Uruguay. Se encuentra, además, un lugar destinado para la apreciación de la forma en que el grupo social hace uso de los recursos mineros a través de su proceso industrial.
Posee un pequeño anfiteatro con capacidad para 55 escolares o liceales con equipamiento multimedia.

## Colecciones
El museo posee una colección de rocas y minerales, instrumentos usados en minería y una muestra de minerales industrializados. Con el transcurso de los años esta colección se ha incrementado gracias a donaciones, por la realización de investigaciones o compra de ejemplares. Se ha incorporado material audiovisual y bibliografía especializada en temas como investigación nuclear, minería, geología y energía, que hace más amena la visita al museo.
Abarca aspectos que se vinculan con la hidrogeología, geología histórica, estratigrafía, paleontología, mineralogía, recursos minerales y geología general.

## Información para visitantes
El horario de apertura del museo es de lunes a viernes de 9 a 16 hs. Se realizan visitas guiadas para escolares y liceales, clases-taller sobre temas como:  Ciclo de las Rocas / Los minerales en la vida cotidiana / Erosión, Transporte y Sedimentación / Las Eras geológicas en el Uruguay / Geodiversidad y Geoturismo / así como asesoramiento a docentes de primaria y secundaria que lo soliciten de martes a jueves de 9 a 16 horas.
Los visitantes, ya sean particulares o como organizaciones educativas, pueden concertar su visita en este sitio web.